# Vĩnh Kỳ
Vĩnh Kỳ (chữ Hán: 永琪; tiếng Mãn: ᠶᠣᠩ ᡴᡳ, Möllendorff: Yong Ki; 23 tháng 3, 1741 – 16 tháng 4, 1766), Ái Tân Giác La, biểu tự Quân Đình (筠亭), hiệu Đằng Cầm Cư Sĩ (藤琴居士), là Hoàng tử thứ năm của Thanh Cao Tông Càn Long Đế.
Trong số các Hoàng tử lúc bấy giờ, Vĩnh Kỳ là vị Hoàng tử tài giỏi nhất và rất được Càn Long Đế yêu mến. Trước khi qua đời, được Càn Long Đế ân tặng Thân vương, là một trong số ít các Hoàng tử thụ tước Vương thời Càn Long.
Đương thời ông có tiếng hay chữ, không chỉ chữ Mãn mà còn cả chữ Hán, một trong những tác phẩm nổi tiếng của ông là Tiêu thông đằng cảo (蕉桐幐稿).

## Cuộc đời
Hoàng tử Vĩnh Kỳ được sinh vào ngày 7 tháng 2 (âm lịch) năm Càn Long thứ 6 (1741), giờ Sửu, sinh mẫu là Du Quý phi. Ông từ nhỏ cần mẫn hiếu học, mỗi ngày đều là người đến thư phòng sớm nhất. Hoàng tử Vĩnh Kỳ lớn lên nổi tiếng đa tài đa nghệ, thông thạo ba ngôn ngữ Hán, Mãn, Mông Cổ. Trên thông thiên văn, dưới tường địa lý, giỏi lịch pháp, toán học, có tài thi ca, thư pháp, cưỡi ngựa bắn tên, nên rất được Càn Long Đế coi trọng. Theo cách nói của Càn Long Đế, sau cái chết của Vĩnh Liễn cùng Vĩnh Tông, thì Vĩnh Kỳ là nhân tuyển lập làm Thái tử được ông cân nhắc:「"Khi ấy Trẫm coi Hoàng ngũ tử là xuất chúng nhất trong các A ca, Hán văn, Mãn Châu và Mông Cổ đều thành thạo, cưỡi ngựa bắn cung và phép nhính cũng đều xuất sắc. Ý của Trẫm là yêu thương nhất, cũng tính việc chọn mà chưa kịp nói, sau bệnh liên miên mà chết"; 其时朕视皇五子, 于诸子中觉贵重, 且汉文, 满洲, 蒙古语, 马步射及算法等事, 并皆娴习, 颇属意于彼, 而未明言, 乃复因病旋逝」.
Năm Càn Long thứ 22 (1757), ngày 21 tháng 10 (âm lịch), Hoàng ngũ tử Vĩnh Kỳ làm lễ thành hôn với Tây Lâm Giác La thị, cháu gái Ngạc Nhĩ Thái. Năm thứ 28 (1763), Thanh Yến điện gặp hỏa hoạn, Vĩnh Kỳ đã cứu Càn Long Đế thoát hiểm, làm cho Càn Long Đế sau đó càng yêu quý ông.

## Tặng làm Thân vương
Năm Càn Long thứ 30 (1765), Hoàng tử Vĩnh Kỳ bệnh trở nặng. Ngày 17 tháng 11 (âm lịch), Càn Long Đế phong cho Vĩnh Kỳ làm [Hòa Thạc Thân vương; 和碩親王]. Sang ngày 26, định ra chữ phong hiệu, là Vinh Thân vương (荣親王), là vị Hoàng tử thứ hai của Càn Long Đế được phong tước Thân vương, sau Định An Thân vương Vĩnh Hoàng. Chữ ["Vinh"] của Vĩnh Kỳ, Mãn văn là 「dengge」, ý là "Quang vinh", "Vinh quang".
Nhận định của Càn Long Đế khi ấy:「"Trong các hoàng tử của Trẫm, duy có Hoàng trưởng tử cùng Hoàng ngũ tử, nhân vì bệnh nguy kịch mà gia phong Thân vương"; 朕於諸子中，惟皇長子、皇五子，皆因病劇時始加封親王」. Trước khi ban ra chỉ tấn phong Thân vương, Càn Long Đế cũng ra chỉ dụ trách cứ quan viên bên cạnh Vĩnh Kỳ rằng:「"Chứng bệnh của Ngũ a ca qua trị liệu mấy tháng vẫn chưa khỏi. Theo đại phu khám bệnh, là do hư tổn bên trong mà gây ra. Nếu có thể sớm phát hiện chứng bệnh mà điều trị, thì rất có thể cứu chữa. Thế mà bọn Trương Như Phan, Tống Quốc Thụy lại không tận tình, trong thời gian tháng 5 năm nay cũng không hề để ý mà bẩm báo bệnh tình. Trương Như Phan cùng Tống Quốc Thụy đều giao cho Nội vụ phủ Đại thần trị tội"」. Có thể thấy rõ vào thời điểm phong tước, bệnh của Vĩnh Kỳ hoàn toàn không thể cứu chữa.
Sang năm sau (1766), ngày 8 tháng 3 (âm lịch), buổi trưa, Vinh Thân vương Vĩnh Kỳ qua đời, khi 26 tuổi. Thụy hiệu là Thuần (純). Chữ ["Thuần"] trong thụy của ông, Mãn văn là 「gulu」, ý là "Thuần khiết", "Chính đáng", một chữ thụy không thường thấy của một tông thất hoàng thân.
Sau khi Vĩnh Kỳ qua đời, hệ Vinh vương phủ trải qua các đời, cũng không có một chút ân sủng vượt bậc nào, là đúng quy chuẩn thừa tự của một huyết mạch khác phái của Hoàng thất. Tòa phủ đệ của một chi Vinh vương nằm ở Thái Bình phố (太平街) thuộc Bắc Kinh, được ban vào năm Càn Long thứ 49 (1785) cho Miên Ức. Sang thời Đạo Quang, một chi hệ Vinh vương phủ phải dọn nhà sang Bắc Sá tiểu phủ (北岔小府) của Đại Phật tự (大佛寺). Khi phân phủ, một chi Vinh vương phủ nhập vào Chính Hồng kỳ bên cánh hữu, là cùng một kỳ tịch với Tuần vương phủ (hậu duệ Vĩnh Chương), Thụy vương phủ (hậu duệ Miên Hân) và Ẩn vương phủ (hậu duệ Dịch Vĩ).

## Lăng viên
Lăng viên của Vĩnh Kỳ thuộc Dương Tân trang (楊辛莊), nằm ở 10 km phía Tây của huyện Mật Vân, ngoại ô thành phố Bắc Kinh. Lăng viên này tục xưng gọi [Thái tử lăng; 太子陵], mặt Bắc giáp Nãi Đầu sơn (奶頭山), phía Tây là Vĩ Tử dục (葦子峪), phía Đông là Ma Tử dục (麻子峪) còn phía Nam giáp Diêu Tử dục (鷂子峪). Bên trong ngoài Vĩnh Kỳ còn có an táng Định An Thân vương Vĩnh Hoàng cùng Tuần Quận vương Vĩnh Chương.
Khoảng thế kỉ 20, nhánh đại tông của Tuần vương phủ quẫn bách tài chính, liên hệ hai vương phủ còn lại cố vào lăng viên, đem một ít đồ bán ra. Sau khi Tân Trung Quốc thành lập, kiến trúc trong lăng viên phần nhiều đã bị phá hủy. Hiện tại, đập thủy điện của Mật Vân đã bao phủ hơn phân nửa diện tích cũ của lăng viên.

## Gia quyến

### Thê thiếp
- Đích Phúc tấn: Tây Lâm Giác La thị (西林覺羅氏), con gái của Tổng đốc Ngạc Bật (鄂弼), cháu gái của Ngạc Nhĩ Thái.
- Trắc Phúc tấn: Tác Xước La thị (索綽羅氏), con gái của Tả đô Ngự sử Quan Bảo (觀保).
- Thị thiếp:

1. Hồ thị (胡氏), con gái của Hồ Tôn Trụ (胡存柱).
2. Như Cách cách (如格格), không rõ họ. Khi Vĩnh Kỳ qua đời, bèn ưu uất mà chết. Quan viên tấu nên dùng lễ Trắc Phúc tấn, nhưng Càn Long Đế phản đối, y theo lễ Nữ hầu mà làm, theo đúng thân phận[2].

### Hậu duệ
- Con trai:

1. Trưởng tử [長子; 1759], chết non, mẹ là Tác Xước La thị.
2. Nhị tử [二子; 1760], chết non, mẹ là Hồ thị.
3. Tam tử [三子; 1761 - 1763], chết yểu, mẹ là Tác Xước La thị.
4. Tứ tử [四子; 1764], chết non, mẹ là Tác Xước La thị.
5. Miên Ức [绵億; 1764 - 1815], mẹ là Tác Xước La thị, con trai duy nhất còn sống của Vĩnh Kỳ. Thành niên tập tước thành Đa La Vinh Quận vương, thụy là Vinh Khác Quận vương (榮恪郡王).
6. Lục tử [六子; 1765], chết non, mẹ là Tây Lâm Giác La thị.

- Con gái:

1. Huyện quân [县君; 1762 - 1780], mẹ là Hồ thị, sinh ngày 24 tháng 5 (âm lịch) năm Càn Long thứ 27. Năm Càn Long thứ 35 (1770), tháng 9, tuyển Vượng Thấm Ba Mục Ba Nhĩ (旺沁巴穆巴尔) làm Ngạch phò, năm thứ 44 (1779). Huyện quân mất ngày 14 tháng 11 (âm lịch) năm Càn Long thứ 45, giờ Mùi.
2. Con gái thứ [二女; 1762], mẹ là Hồ thị, sinh ngày 2 tháng 1 (âm lịch) năm Càn Long thứ 29, mất cùng tháng.

## Trong văn hóa đại chúng
| Năm        | Phim truyền hình              | Diễn viên                                                                   |
| 1998, 1999 | Hoàn Châu cách cách phần 1, 2 | Tô Hữu Bằng                                                                 |
| 2003       | Hoàn Châu cách cách phần 3    | Cổ Cự Cơ                                                                    |
| 2011       | Tân Hoàn Châu cách cách       | Trương Duệ                                                                  |
| 2018       | Như Ý truyện                  | Trưởng thành: Khuất Sở Tiêu Thiếu niên: Biên Trình Ấu niên: Vũ Trạch Cẩm Hy |
| 2018       | Diên Hi Công Lược             | Trần Hựu Duy                                                                |